# Joyce, Louisiana
Joyce är en ort i Winn Parish, Louisiana, USA.